# Modicogryllus pafuri
Modicogryllus pafuri är en insektsart som beskrevs av Otte, D., Toms och Cade 1988. Modicogryllus pafuri ingår i släktet Modicogryllus och familjen syrsor. Inga underarter finns listade i Catalogue of Life.